# Špiro Kulišić
Špiro Kulišić (crnogorski: Шпиро Кулишић; Perast 1908. – Beograd 1989.) bio je crnogorski etnolog, doktor znanosti, izučavao etničku samobitnost Crnogoraca.
Bio je ravnatelj Zemaljskoga muzeja Bosne i Hercegovine i ravnatelj Etnografskoga muzeja u Beogradu. Objavio veliki broj radova iz oblasti etnologije i etnografije.
Godine 1980. u Titogradu (današnja Podgorica)  publicirao knjigu “O etnogenezi Crnogoraca” koja je izazvala bjesne reakcije od strane vladajućeg Saveza komunista Crne Gore i velikosrpskih znanstvenih krugova u Beogradu. 
U povodu te knjige organizirana je javna hajka na njezinog autora, a u Marksističkome centru u Titogradu i poseban partijsko-znanstveni skup koji je trebalo “demantirati” nalaze dr. Kulišića.
U  “O etnogenezi Crnogoraca” dr. Kulišić je utvrdio da Crnogorci u odnosu na Srbe, osim slavenskoga, nemaju drugo zajedničko etničko podrijetlo.